# Aimone di Halberstadt
Aimone di Halberstadt (... – 27 marzo 853) è stato un vescovo e santo tedesco, venerato dalla Chiesa cattolica.

## Biografia
Aimone di Halberstadt entrò nell'Abbazia di Fulda dove incontrò Rabano Mauro e insieme ascoltarono le lezioni di Alcuino di York alla Basilica di San Martino a Tours. Nell'804 ritornò a Fulda, dove risiedette e insegnò. Visse solo per un breve periodo nel monastero benedettino di Hersfeld.
Divenne vescovo di Halberstadt nell'840 per volontà dell'imperatore Ludovico II il Germanico. Rabano Mauro gli dedicò l'opera De universo divisa in 22 libri-consiglio che lo avrebbe aiutato nello svolgimento dell'ufficio episcopale.
Nell'ottobre 847 partecipò al terzo Concilio di Magonza, presieduto da Rabano Mauro che era appena stato promosso arcivescovo di Magonza. Aimone partecipò anche all'altro concilio a Magonza nell'852.
Morì nell'853.

## Culto
La sua Memoria liturgica cade il 27 marzo.

## Scritti
Aimone di Halberstadt è stato uno scrittore prolifico, anche se un certo numero di opere di Aimone di Auxerre gli sono state ingiustamente attribuite. Alcune delle opere attribuitegli sono raccolte in tre volumi della Patrologia Latina.